# 大阪商業大学バスケットボール部
大阪商業大学バスケットボール部（おおさかしょうぎょうだいがくバスケットボールぶ）は、大阪商業大学の学生により構成されるバスケットボールチームである。関西学生バスケットボール連盟所属。

## 歴史
1952年に創部。
1962年に1部に昇格すると、常に上位を占める強豪校となる。インカレでも計41回出場の常連となっており、最高位は3位。オールジャパンの最高位はベスト4。
日本代表選手も多数輩出している。

## 主な成績
- 関西学生バスケットボール選手権大会：優勝4回、準優勝6回
- リーグ戦：優勝8回、準優勝15回
- 西日本学生選手権：優勝12回、準優勝6回
- 関西学生新人戦：優勝14回、準優勝9回
- 全日本大学バスケットボール選手権大会：3位1回

## 主な卒業生
- 杉田勝彦
- 千種信雄
- 藤本裕
- 岡山恭崇
- 喜多誠
- 城宝匡史
- 山城吉超
- 仲摩匠平
- 奥本友人
- 俊野達彦